# Simon Yussuf Assaf

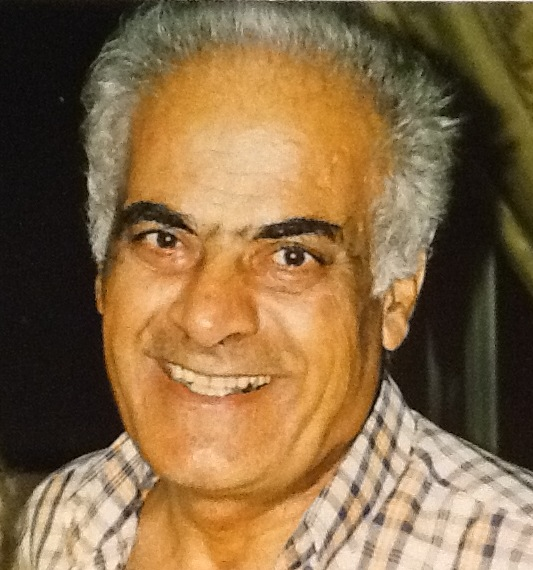
Simon Yussuf Assaf, 2003

Simon Yussuf Assaf (* 16. Dezember 1938 in Yahchouch, Libanon; † 29. Dezember 2013 in Jounieh, Libanon) war langjähriger Mitarbeiter des Goethe-Instituts im Libanon und vermittelte als libanesischer Priester, Poet und Übersetzer zwischen Orient und Okzident.

## Leben und Werk
In seiner über 30-jährigen Tätigkeit am Beiruter Goethe-Institut widmete sich Yussuf Assaf dem Kulturaustausch. Als Verantwortlicher für das kulturelle Programm lud er deutschsprachige Künstler und Referenten in den Libanon ein. Obwohl die meisten ausländischen Kulturinstitute während des 15-jährigen Bürgerkrieges geschlossen blieben, hielten er und seine Kollegen das Goethe-Institut trotz großen Risikos geöffnet.
Schon als Student an der Beiruter Jesuiten-Universität St. Joseph hatte sich Yussuf Assaf für deutsche Kultur interessiert. Er bewarb sich um ein Stipendium in Deutschland, erhielt aber eines von der französischen Universität in Straßburg. Dort promovierte er mit einer Dissertation über Vergleichende Religionswissenschaft. Zeitgleich lehrte er an der Freiburger Universität als Lektor für die arabische Sprache in der islamkundlichen Fakultät. Dort lernte er seine spätere Frau Ursula Nowak kennen, die in diesem Fach promovierte.
Im Jahr 1972 heirateten sie und zogen 1974 in den Libanon, wo er am Goethe-Institut und sie an der Universität St. Esprit tätig waren. In ihrer Freizeit übersetzten sie Texte libanesischer Autoren wie z. B. Amin al-Rihani, Mikhail Nuaimi, Said Akl, Akl Jurr, Fuad Suleiman und Fuad Rifka. Von dem weltbekannten libanesischen Dichter Khalil Gibran übersetzten sie sein Gesamtwerk (z. B. Der Prophet) sowie seine Korrespondenz aus dem Arabischen ins Deutsche. Im Libanon hielten sie Lesungen für deutsche Reisegruppen und in den Sommerferien in Deutschland Lesungen arabischer bzw. libanesischer Autoren. Zahlreiche weitere Werke übersetzten sie aus dem Arabischen ins Deutsche.
Nach einer vom Goethe-Institut Beirut 2003 organisierten Reise veröffentlichte der deutsche Schriftsteller Michael Kleeberg einen Essay über seine Begegnung mit dem Ehepaar Assaf. Auf dieser Reise traf Kleeberg auch den libanesischen Schriftsteller Abbas Beydoun und veröffentlichte anschließend seinen libanesischen Reisebericht Das Tier, das weint. Auch hier sind Kleebergs Begegnungen mit den Assafs Gegenstand seiner Erinnerungen.
Am Sonntag, den 29. Dezember 2013, kurz nach seinem 75. Geburtstag, starb Yussuf Assaf. Auf der Internetseite des libanesischen Informationsministeriums erschien ein Nachruf mit Beileidsbekundungen zahlreicher kirchlicher Würdenträger, der Libanesisch-Deutschen Kulturgesellschaft sowie der deutschen Gemeinschaft im Libanon.

## Lyrisches Werk
In seinen Gedichten evoziert Simon Yussuf Assaf die Schönheit und reiche Geschichte seiner libanesischen Heimat. Ein vielzitiertes Gedicht ist zum Beispiel Orient aus Sieh die Nachtigall, Bruder. In zahlreichen anderen Texten besingt er die Liebe – wie z. B. in dem Gedicht Traum bist du aus Deine Lieder sind meine Lieder.
Simon Yussuf Assaf war ein maronitischer Priester, der sich weniger im Dienste der Institution verstand als im Dienst am Menschen, am Menschen ohne Unterschied von Religion oder Konfession. Viele seiner Gedichte sind poetische Gebete oder moderne Psalmen, wie beispielsweise das Gedicht Herr aus Melodien des Lebens.

## Ehrungen
- Goethe-Medaille
- Bundesverdienstkreuz am Bande (8. September 2005)[5]

## Publikationen
- S. Yussuf Assaf: La notion de l’aumone chez les Mesopotamiens, les Phéniciens et dans l’Ancien Testament. Strasbourg 1967 (Promotionsschrift).
- S. Yussuf Assaf: Ich bin ein singender Vogel. 2. Auflage. Ars Edition, München 1969.
- S. Yussuf Assaf: Am Ufer des Adonis. Imp. St. Paul, Jounieh/Libanon 1977.
- Ursula Assaf-Nowak: Arabische Märchen aus dem Morgenland. Fischer TB-Verlag, Frankfurt 1977, ISBN 3-596-21987-6.
- Ursula Assaf-Nowak, Simon Yussuf Assaf (Hrsg.): Märchen aus dem Libanon (= Märchen der Weltliteratur). 1. Auflage. Eugen Diederichs, Düsseldorf / Köln 1978, ISBN 3-424-00611-4.
- Ursula Assaf-Nowak: Arabische Märchen aus Nordafrika. Fischer-Taschenbuch-Verlag, Frankfurt am Main 1978, ISBN 3-596-22802-6.
- Ursula Assaf-Nowak (Hrsg.): Arabische Gespenstergeschichten. Orig.-Ausg. Auflage. Fischer-Taschenbuch-Verlag, Frankfurt am Main 1980, ISBN 3-596-22826-3.
- Ursula Assaf-Nowak (Hrsg.): Schiffe ans andere Ufer: Dichtung aus dem Libanon. Orig.-Ausg Auflage. Herder, Freiburg im Breisgau Basel Wien 1980, ISBN 3-451-07826-0.
  - Ǧibrān Ḫalīl Ǧibrān, Ursula Assaf-Nowak (Hrsg.): Im Schatten der Zedern: Worte der Weisheit. Benziger, Zürich Düsseldorf 1999, ISBN 3-545-20161-9 (dritte Auflage unter anderem Titel).
- Siman Yūsuf Assaf, Ursula Assaf-Nowak: Lubnān: Gesänge aus dem Libanon. Grazer Druckerei, Graz 1982.
- Khalil Gibran: Rebellische Geister. Walter Verlag, Olten/Schweiz 1983.
- Ǧibrān Ḫalīl Ǧibrān (Hrsg.): Das Khalil-Gibran-Lesebuch. Walter, Olten Freiburg im Breisgau 1983, ISBN 3-530-26727-9 (Auszüge).
- Simon Yussuf Assaf: Sieh die Nachtigall, Bruder. 1. Auflage. Kreuz-Verlag, Stuttgart 1985, ISBN 3-7831-0804-7.

6. Aufl. 2006, Imp. St. Paul, Jounieh/Libanon
- Ǧibrān H̲alīl Ǧibrān: Gebrochene Flügel. Walter, Olten; Freiburg im Breisgau 1985, ISBN 3-530-26717-1.
- Mansour Labaky: Kfar Sama: Dorf des Himmels. Hrsg.: Ursula Assaf-Nowak. 1. Auflage. Horizonte-Verlag, Rosenheim 1988, ISBN 3-926116-09-9.
- Bernhard Welte: Lieder der Nacht, Lieder des Tages. Imp. St. Paul, Jounieh/Libanon 1988 (mit Aquarellen des Autors und franz. Übers.).
- Khalil Gibran: Jesus Menschensohn. Walter Verlag, Olten/Schweiz 1988.
- Mikhail Nuaime: Zwiegespräch beim Sonnenuntergang. Walter Verlag, Olten/Schweiz 1990.
- Fuad Rifka: Tagebuch eines Holzsammlers. Heiderhoff Verlag, Eisingen 1990 (arabisch, deutsch).
- Mansour Labaky: Nassim, ein Kind klagt an. Knecht Verlag, Frankfurt/M. 1992.
- Khalil Gibran: Eine Träne und ein Lächeln. Walter Verlag, Olten/Schweiz 1992.
- Khalil Gibran: Götter der Erde. Walter Verlag, Olten/Schweiz 1993.
- Khalil Gibran: Der Vorbote. Walter Verlag, Olten/Schweiz 1994.
- Fuad Rifka: Gedichte eines Indianers. Heiderhoff Verlag, Eisingen 1994 (arabisch, deutsch).
- Amin Rihani: Der Eseltreiber und der Priester. Walter Verlag, Zürich und Düsseldorf 1995.
- Khalil Gibran: Die Stürme. Walter Verlag, Zürich und Düsseldorf 1996.
- Khalil Gibran: Erde und Seele/Wunderbare Geschichten. Walter Verlag, Zürich und Düsseldorf 1996.
- Khalil Gibran: Hinter dem Schleier der Nacht leuchtet das Licht (Textauswahl). Hrsg.: Ursula und Yussuf Assaf. Herder Verlag, Freiburg i. Br. 1997.
- Khalil Gibran: Der Prophet. 2. Auflage. Patmos Verlag / Walter Verlag, Düsseldorf / Zürich 2002, ISBN 3-530-26803-8 (englisch: The Prophet. New York 1923. Übersetzt von Ursula Assaf-Nowak, illustrierte Ausgabe mit Aquarellen, die Khalil Gibran selbst gemalt hat).
- Amin Rihani: Der Eseltreiber und der Priester. Patmos Verlag, Düsseldorf 2003, ISBN 3-491-45002-0 (arabisch: Al-Makari wal-Kahen. 1904. Übersetzt von Ursula und Yussuf Assaf).
- Simon Yussuf Assaf: Deine Lieder sind meine Lieder. Hrsg.: S. und U. Assaf. Imprimerie St. Paul, Jounieh 2003.
- Khalil Gibran: Sämtliche Werke. Hrsg.: Ursula und Simon Yussuf Assaf. Patmos Verlag, Düsseldorf 2003, ISBN 3-491-50701-4.
- Khalil Gibran: Jesus Menschensohn. Patmos Verlag, Düsseldorf 2006, ISBN 3-491-50717-0 (englisch: Jesus the Son of Man. Übersetzt von Ursula Assaf).
- Khalil Gibran: Mit Khalil Gibran durch das Jahr. Hrsg.: Ursula und Simon Yussuf Assaf. Patmos Verlag, Düsseldorf 2007, ISBN 978-3-491-50723-4.
- Simon Yussuf Assaf: Melodien des Lebens. Hrsg.: Simon und Ursula Assaf. 1. Auflage. Echter Verlag, Würzburg 2010, ISBN 978-3-429-03288-3.
- Khalil Gibran: Nur ein Geheimnis des Lebens. Hrsg.: Ursula und Simon Yussuf Assaf. 1. Auflage. Patmos-Verlag, Düsseldorf 2012, ISBN 978-3-8436-0237-2.
- Khalil Gibran: Wer nie das Leid erblickt, wird nie die Freude sehen. Hrsg.: Ursula und Yussuf Assaf. 2. Auflage. Patmos-Verlag, Düsseldorf 2013, ISBN 978-3-8436-0176-4.
- Simon Yussuf Assaf: Säe Liebe, ernte Glück. 1. Auflage. Echter, Würzburg, ISBN 978-3-429-04349-0 (Gedichte).